# Tokyo Gate Bridge
Il Tokyo Gate Bridge (東京ゲートブリッジ?, Tōkyō gēto burijji) è un ponte a sbalzo a travatura reticolare situato nella baia di Tokyo a Kōtō, Tokyo, in Giappone. Collega il quartiere Wakasu di Kōtō al parco marino di Jonanjima di Ōta. È stato inaugurato il 12 febbraio 2012 con un costo totale stimato di 113 miliardi di yen.

## Storia
Parte di una nuova autostrada a quattro corsie che attraversa Tokyo, la costruzione del Tokyo Gate Bridge è iniziata nel 2002 con la fine dei lavori prevista per il 2011, tuttavia, l'apertura al traffico è stata ritardata fino al 2012. Il nome provvisorio del ponte era "Tokyo Bay Waterfront Gate Bridge" (東京港臨海大橋?, Tokyowan rinkai ōhashi). Successivamente, è stato indetto un sondaggio pubblico per decretare il nome ufficiale. Con 12.223 voti ricevuti, il nome "Tokyo Gate Bridge" è stato scelto e annunciato ufficialmente il 15 novembre 2010.

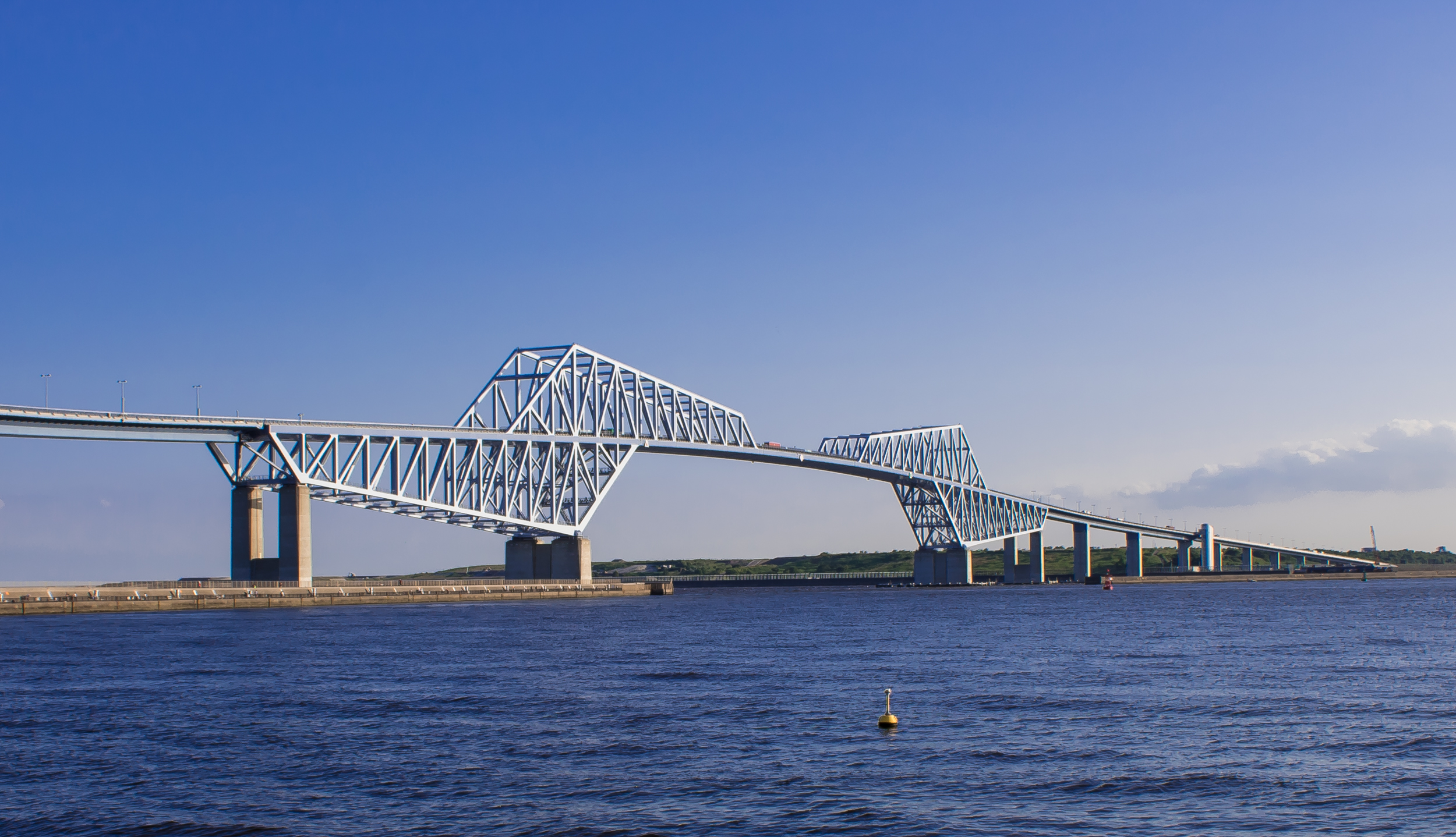
Tokyo Gate Bridge

Inoltre, è soprannominato "Dinosaur Bridge" (恐竜橋?, Kyōryū-bashi), in quanto la particolare forma ricorda due dinosauri che si affrontano faccia a faccia.

## Architettura

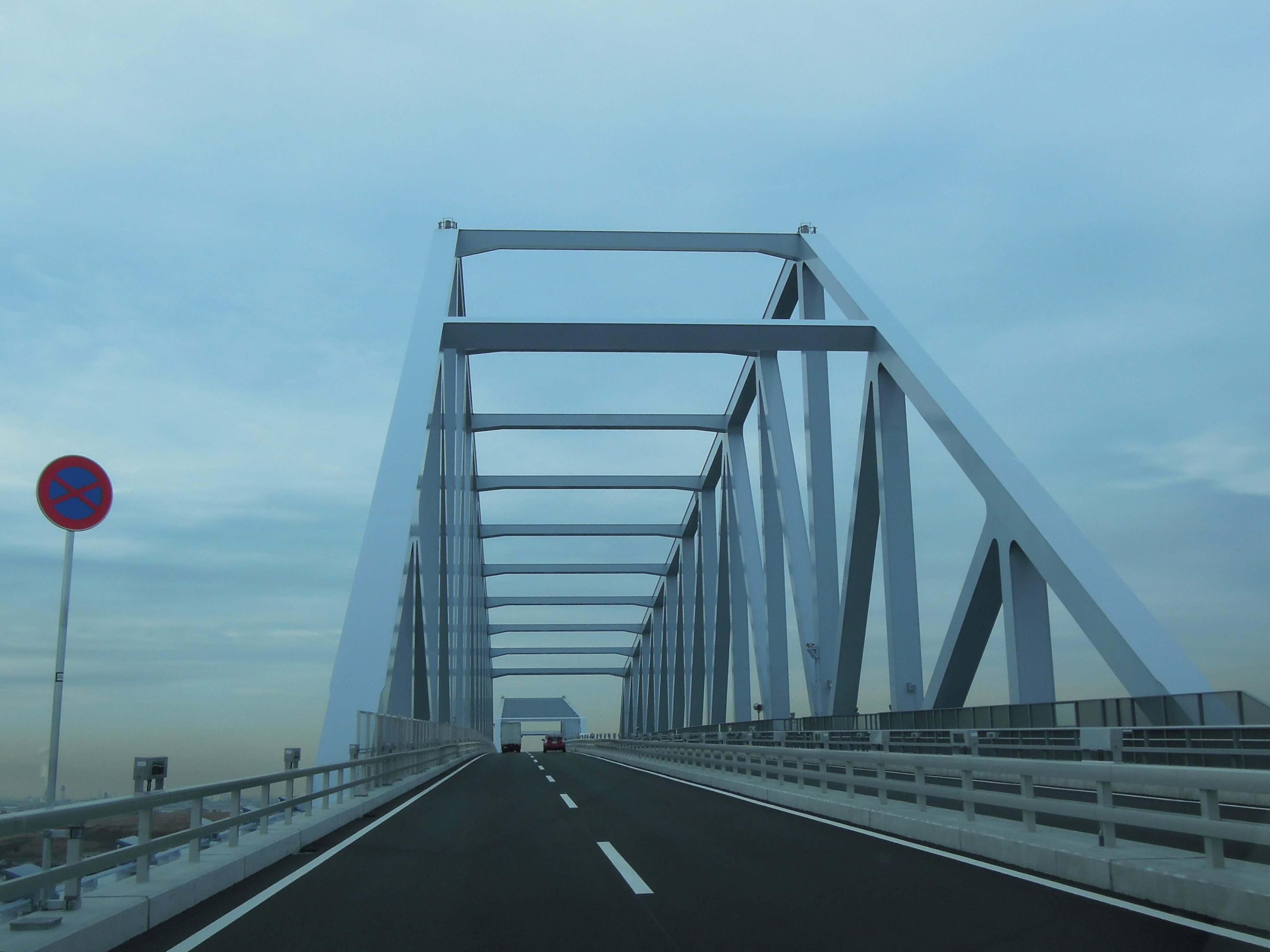
Il Tokyo Gate Bridge visto dal piano stradale

Il Tokyo Gate Bridge è un ponte a sbalzo a travatura reticolare che collega il quartiere di Wakasu (Koto) al parco marino di Jonanjima e al lungomare del porto di Tokyo. L'altezza del ponte è di 87,8 m, mentre la lunghezza raggiunge i 2.818 m, di cui 1.618 m sono al di sopra del mare. È più lungo di 798 metri del Rainbow Bridge, situato anch'esso nella baia di Tokyo, di 860 m dello Yokohama Bay Bridge e di 1.020 m del Tsurumi Tsubasa Bridge, anch'esso a Yokohama. La larghezza è di 24 m, essendo dotato di un'autostrada a quattro corsie.
Il design piuttosto insolito è il risultato di esigenze opposte: infatti il ponte doveva essere abbastanza alto da consentire alle grandi navi di passare sotto, ma abbastanza basso da non interferire con il traffico aereo del vicino aeroporto di Haneda. Si tratta di un ponte a doppio sbalzo, il che significa che le sezioni reticolate di entrambi i lati mantengono l'equilibrio compensando il proprio peso a vicenda, con l'aggiunta di una relativamente breve campata centrale.
Nel ponte sono presenti apparecchiature di illuminazione dotate di sistema a energia solare e luci al LED per ridurre le emissioni di CO2 nell'aria. Il sistema di illuminazione è stato ideato da Motoko Ishii, già responsabile dell'impianto di illuminazione della Tokyo Tower e dello Yokohama Bay Bridge.
Il ponte è dotato di moderni sistemi di isolamento sismico, costituiti da particolari cuscinetti in grado di sopportare ogni tipo di forza verticale e orizzontale. Inoltre, speciali sensori di misurazione sono incorporati nel ponte, essendo così in grado di affrontare immediatamente l'impatto degli eventuali terremoti monitorando automaticamente i dati misurati.

## Traffico
Il Tokyo Gate Bridge è dotato di quattro corsie per le autovetture, mentre un passaggio pedonale si trova sul lato nord del ponte. Da lì, i pedoni possono fermarsi ad osservare le navi che navigano sotto di loro, o i grattacieli di Odaiba e Toyosu nella zona costiera; il transito sia in auto che a piedi è gratuito.
Il limite di velocità è di 50 km/h ed è proibito il transito alle biciclette e ai ciclomotori con cilindrata inferiore ai 50 cc. I pedoni devono utilizzare degli appositi ascensori nel distretto Wakasu per raggiungere il marciapiede. Durante tutto l'anno la passerella è aperta dalle 10:00 alle 17:00, ad eccezione dei fine settimana estivi durante i quali l'orario viene esteso fino alle 20:00, con la possibilità di godere della vista notturna di Tokyo.